# Електрорепелентний захист
Електрорепелентний захист — захист конструкцій підвісної ізоляції контактної мережі від птахів за допомогою електроструму. Суть захисту полягає в тому, що на стовбах ЛЕП, а також, у поперечних ригелях опор контактної мережі протягується оголений дріт, який отримує наведену напругу з дрота-антени прокладеного вздовж контактної підвіски. Мета такого захисту є запобігання будівництва птахами гнізд всередині металевих конструкцій. При спробі будівництва, несмертельні удари струмом відлякують птахів. Необхідність такого захисту полягає на тому, що пташиний послід, будучи в'язким та довгим, потрапляє на підвісні тарілкові ізолятори, замикаючи їх, може спровокувати смерть птахів або дугове коротке замикання. Наявність такого захисту є не єдиним способом, можуть бути також використані інші заходи у вигляді йоршів та дисків, які прикривають ізолятор зверху. Дроти електрорепелентного захисту є місцем підвищеної небезпеки, по деяким стандартам, можуть означатись додатковими попереджувальними знаками.
У залежності від типу напруги, живлення дротів електрорепелентного захисту можу відбуватись наведеною напругою, у випадку змінного струму, або через трансформатор, у випадку постійного струму. Конструкції електрорепелентного захисту є місцями підвищеної небезпеки та можуть додатково позначатись попереджувальними табличками в залежності від діючих норм та стандартів.

## Заходи безпеки
На контактній мережі змінного струму робота на проводах електрорепелентного захисту, підвішених паралельно до контактної мережі, всередині ригелів повинна виконуватися зі зняттям наведеної напруги
шляхом їх заземлення, або вимкнення джерела живлення електрорепелентних конструкцій, у випадку постійної напруги в контактній мережі.